# Евреи в России
Евреи в современной России продолжают оставаться одним из крупных этносов, хотя они слабо представлены в пределах своего национально-территориального образования (Еврейская автономная область).
Российские евреи имеют долгую и сложную историю, тесно переплетающуюся с еврейскими диаспорами других стран (Украины, Польши и других). В результате массовой эмиграции в Израиль, США и другие страны в период экономических трудностей конца XX века число евреев в России сократилось с 570,5 тыс. по переписи 1989 года до 233,6 тыс. по переписи 2002 года и до 157,8 тыс. по переписи 2010 года. При этом, по оценкам, до 42 тыс. лиц не указало свою принадлежность к еврейской национальности. Кроме этого, имеет место и частичная ассимиляция евреев в русскоязычной среде. Большинство евреев в России классифицируются по происхождению как ашкенази, хотя в XX веке большинство перешло на русский язык. Горские евреи также присутствуют на территории России. И всё же, несмотря на резкое сокращение численности евреев, Россия продолжает оставаться страной, имеющей крупнейшее еврейское население на просторах СНГ. По данным проведённой в 2021 году Всероссийской переписи населения евреями считали себя 82 644 (0,06 %) жителей РФ.

## Современные тенденции

Еврейский музей и центр толерантности в Москве

Численность евреев в России за постсоветский период сократилось на 2/3 (с более чем полумиллиона до 230 тысяч) за счёт эмиграции и демографического старения, что является рекордом среди всех народов России. В настоящее время еврейское население России переживает период демографического упадка и коллапса подобно остальным странам бывшего СССР. По прогнозу Американского еврейского комитета, сделанному в 2000 году, через 30 лет в России останется 23 тысячи евреев, через 50 лет — 2-3 тысячи, а через 80 лет еврейская община полностью исчезнет. В период с 1989 по 2010 год численность евреев в России сократилась с 570,5 тысяч до 157,8 тысяч (данные Демоскоп Weekly говорят о 200 тысячах евреев на 2010 год). По переписи 2020—2021 года численность евреев в России составляла 82 644 человек.
К началу XXI века довольно пессимистическая демографическая ситуация в среде российских евреев улучшилась: наметился возвратный поток из Израиля, а также непрерывно (1979—2015) возрастает и фертильность российских евреек. Провинциальное российское еврейство относительно молодо (по данным переписи населения 2010 года удельный вес лиц в возрасте 65 лет и старше среди провинциальных евреев составлял 38 %) из-за меньшей интенсивности оттока за рубеж по сравнению с еврейством столичным. Удельный вес лиц в возрасте 65 лет и старше, напротив, максимален (46 %), среди петербургских евреев. Любопытно что благодаря притоку горских евреев и прочих неашкеназских групп московское еврейство в последние годы значительно омолодилось, а доля евреев Москвы моложе 15 лет достигла (6,3 %) при том что в Петербурге она почти вдвое ниже (3,4 %).

## Субэтнические группы
Большинство российских евреев относятся к ашкеназской (европейской) группе и имеют в качестве родного языка русский. Однако в Дагестане и в крупных городах встречаются также горские евреи, а также и грузинские евреи. В Крыму сохраняются небольшие общины караимов и крымчаков.

## Приложение
| Год  | Тыс. человек | Год             | Тыс. человек |
| 1989 | 570          | 2007            | 221          |
| 1990 | 548          | 2008            | 215          |
| 1991 | 508          | 2009            | 210          |
| 1992 | 466          | 2010            | 205          |
| 1993 | 435          | 2011            | 200          |
| 1994 | 406          | 2012            | 195          |
| 1995 | 383          | 2013            | 190          |
| 1996 | 362          | 2014            | 185          |
| 1997 | 341          | 2015            | 180          |
| 1998 | 324          | 2016            | 175          |
| 1999 | 310          | 2017            | 170          |
| 2000 | 290          | 2018            | 165          |
| 2001 | 275          | 2019            | 159          |
| 2002 | 262          | 2020            | 152          |
| 2003 | 252          | 2021            | 147          |
| 2004 | 243          | 2022            | 142          |
| 2005 | 235          | 2023            | 132          |
| 2006 | 228          | 2023 в % к 1989 | 23,2         |